# Ервин Гинзберг
Ервин Гинзберг (Осијек, 10. фебруар 1915 – Београд, 7. јул 1990) је био југословенски и јеврејски хирург и редовни професор.

## Биографија
Рођен је у Осијеку 1915. године у јеврејској породици од оца Филипа и мајке Аделе, рођене Захлер. Основну школу и Државну мушку реалну гимназију завршио је у Осијеку. Медицински факултет завршио је у Загребу 1939. године. По завршетку студија именован је 1940. за резервног санитетског поручника и премештен у Дервенту, где је радио као лекар. Лекарску
службу наставио је у Осијеку, а по формирању НДХ премештен је са групом јеврејских лекара у Градачац, где су радили на сузбијању ендемског сифилиса. Августа 1943. приступио је партизанском покрету и био именован за референта санитета 16. Муслиманске бригаде и шеф хируршке екипе 17. дивизије. Ослобођење га је затекло на месту команданта болнице у Бледу. По доласку у Београд, 1946. радио је у Одељењу за пластичну хирургију, а затим је био на специјализацији из опште хирургије у Главној војној болници у Београду. Специјализацију је завршио на Хируршкој клиници ВМА. Од оснивања ВМА, 1949, радио је на Одељењу за грудну хирургију Клинике за хируршке болести ВМА. Две године (1952/53.) провео је на специјализацији у САД. Од 1955 до 1959. био је начелник хируршке службе у Војној болници у Скопљу и главни хирург Треће армије. Докторирао је 1957. на Медицинском факултету у Скопљу, на коме је изабран и за редовног професора ратне хирургије.
Године 1959. именован је за првог начелника новооснованог Хируршког одељења у оквиру Војног института за туберкулозу. Током 1962. формирао је југословенску болницу у Алжиру. У периоду 1959. до 1981. био је начелник Хируршког одељења Института за плућне болести ВМА. Од 1974. редовни је професор хирургије на ВМА. Био је члан Енглеског краљевског хируршког друштва (поред Изидора Папе, једини из Југославије) и Америчког хируршког друштва. Такође је био гостујући професор на неколико универзитета у Европи и САД. Објављивао је радове у бројним часописима и кооаутор неколико стручних књига. Учествовао и излагао на великом броју медицинских конгреса. Родоначелник хипотермије, обављања хируршких захвата под ниском телесном температуром пацијената. Редовну војну службу завршио је 31. децембра 1981. године. Носилац је бројних војних и цивилних одликовања.
Био је у браку са Тирцом, рођеном Краус, са којом има двоје деце, ћерку Тамару и сина Игора. Умро је у Београду 7. јула 1990. године. Сахрањен је на Јеврејском гробљу у Београду.